# Iglesia de la Compañía (Graneros)
La Parroquia Inmaculada Concepción de la Compañía, más conocida como Iglesia de la Compañía, es un templo católico ubicado en la localidad chilena de La Compañía, comuna de Graneros.

## Historia

### Templo original

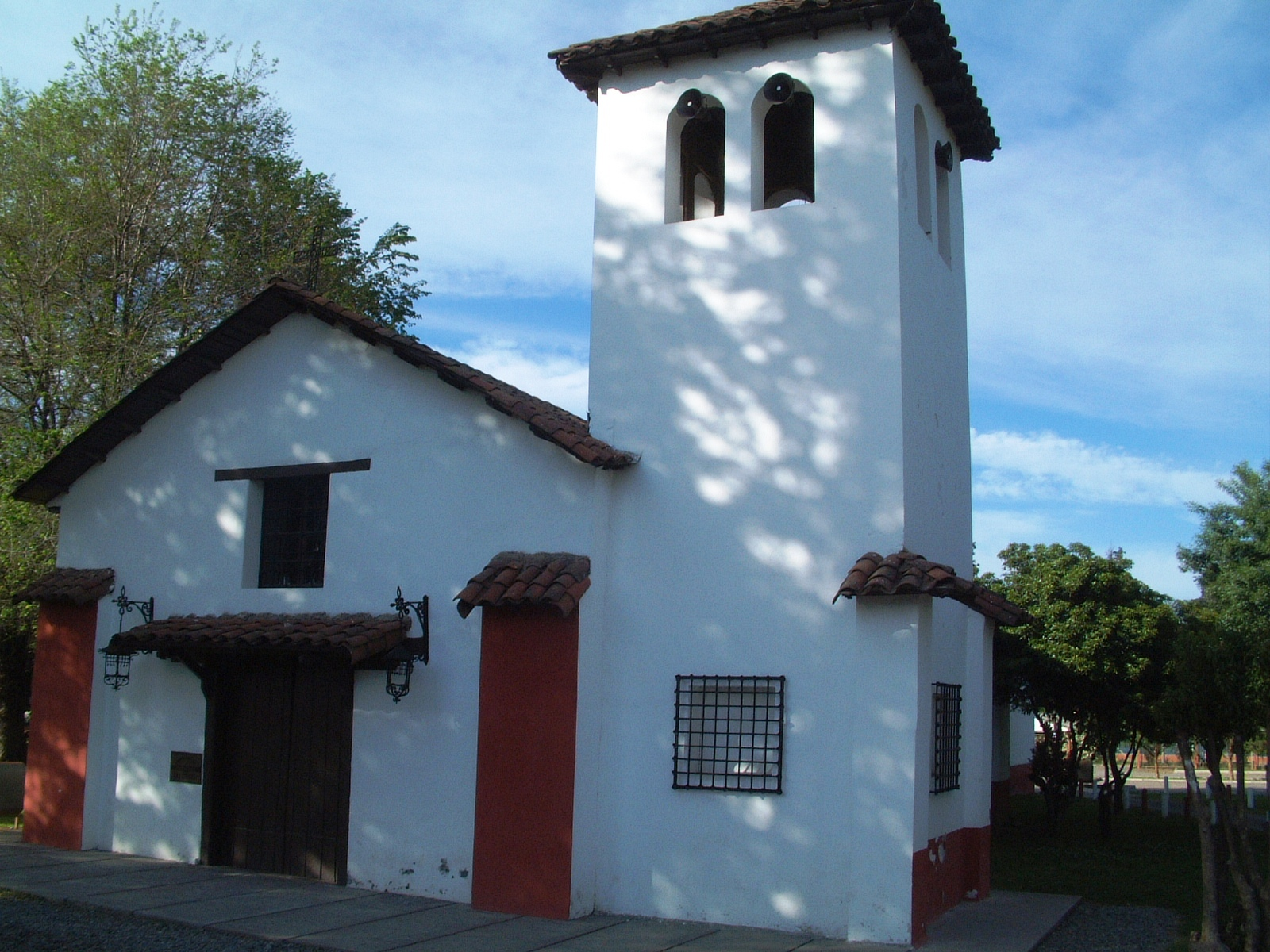
Templo antiguo en 2004.

La iglesia fue construida entre los años 1758 y 1763 por la orden jesuita, que desde el siglo XVII era propietaria de la Hacienda La Compañía. En 1767 los jesuitas fueron expulsados de la América española.  La propiedad fue arrendada hasta 1771 por el colono irlandés Miguel Ryan, hasta que en remate efectuado el 24 de octubre de 1771 la hacienda y el templo pasaron a propiedad de Mateo de Toro y Zambrano.
La sucesión de Toro y Zambrano mantuvo la propiedad del templo hasta 1945, cuando fue entregada a la Congregación de la Pasión. En 1974 el templo es elevado a la categoría de parroquia. El 17 de septiembre de 1995 los padres pasionistas abandonaron la parroquia, dejándola en comodato a la Diócesis de Rancagua.

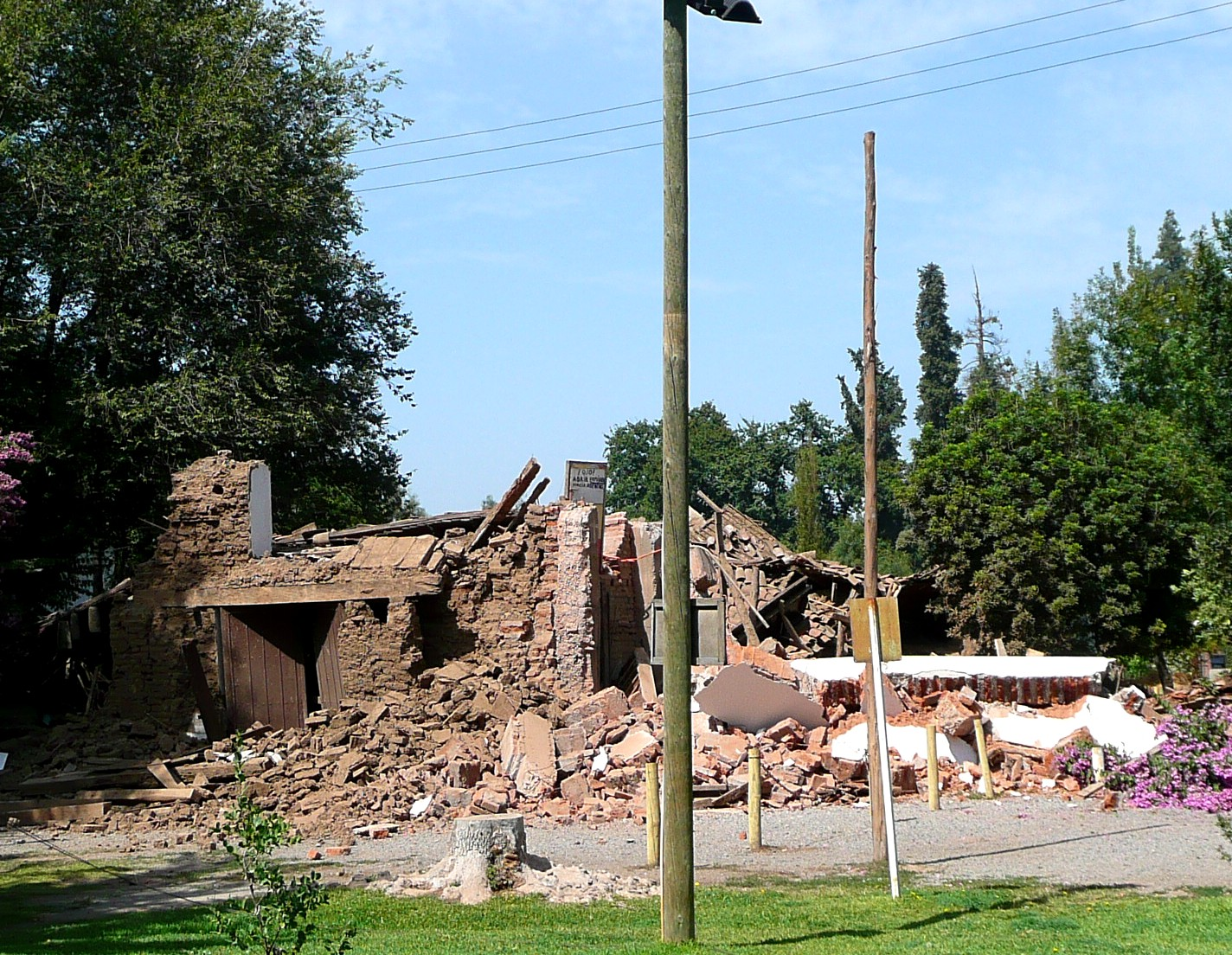
Escombros de la Iglesia tras el terremoto de Chile de 2010.

El templo original fue destruido por el terremoto del 27 de febrero de 2010.

### Nuevo templo
En 2014 el Consejo Regional de la Región de O'Higgins aprobó fondos por un monto de 1208 millones de pesos para la reconstrucción del templo. Los trabajos de reconstrucción del templo —siguiendo el diseño original de su nave central y torre, más un ala nueva— comenzaron en septiembre de 2015.
El 17 de marzo de 2017 fue inaugurada la nueva iglesia.

## Capillas
De esta parroquia dependen las capillas:
- Santa Margarita
- El Carmen
- La Blanquina
- Media Luna
- Tunca
- Miraflores
- Las Delicias
- Nuevos Campos
- La Morera